# Mallada rocasolanoi
Mallada rocasolanoi är en insektsart som först beskrevs av Navás 1929.  Mallada rocasolanoi ingår i släktet Mallada och familjen guldögonsländor. Inga underarter finns listade i Catalogue of Life.